# Santa Catarina (Caldas da Rainha)

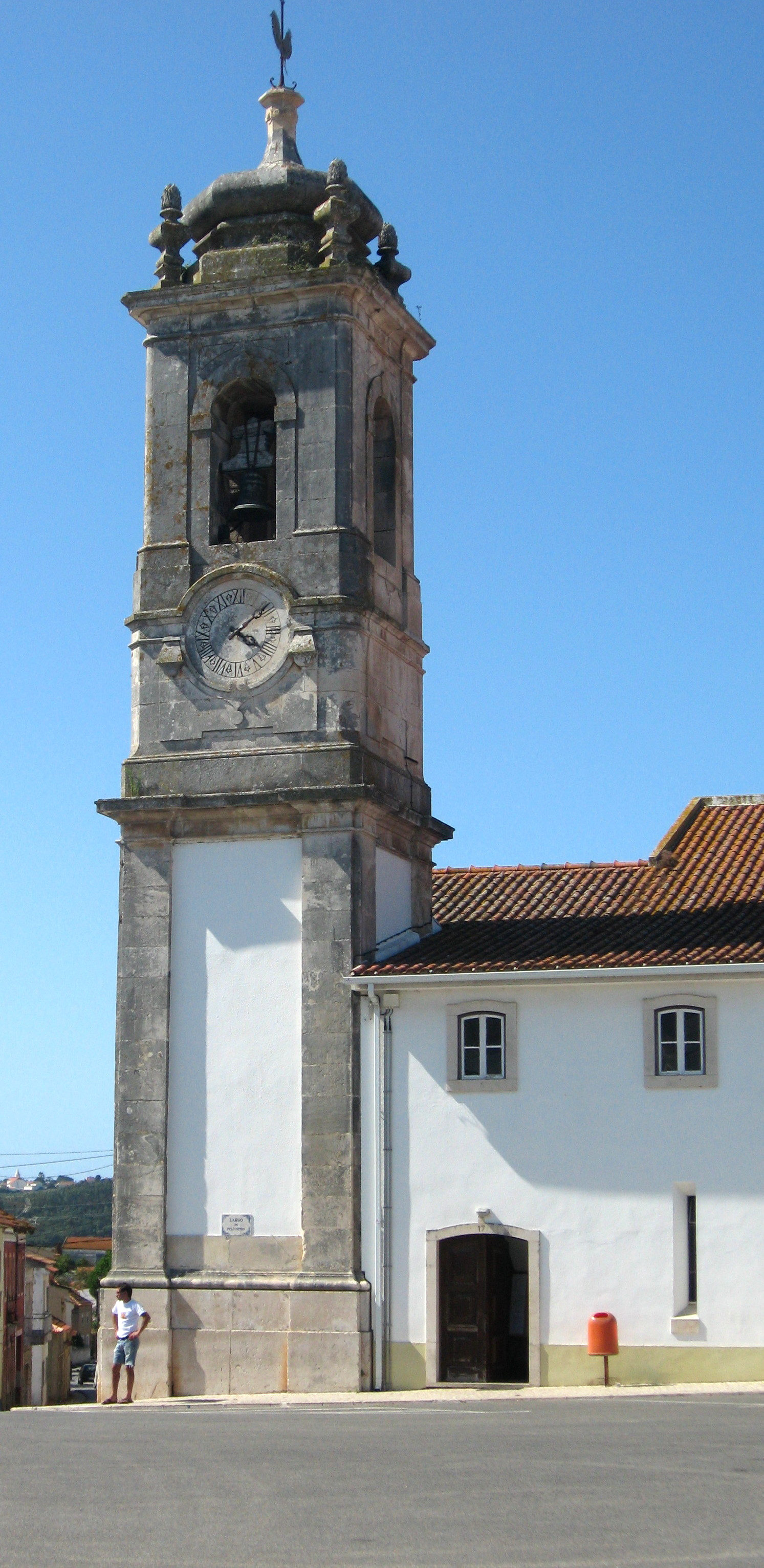
Kirche Santa Catarina

Santa Catarina ist eine portugiesische Kleinstadt (Vila) im Kreis Caldas da Rainha im Unterregion Oeste in der historischen Provinz Estremadura gelegen. Sie hat eine Fläche von  20,0 km² und 2692 Einwohner (Stand 19. April 2021). Die Gemeinde liegt 16 km von Caldas da Rainha und 14 km von Alcobaça entfernt, an dessen Kreis sie angrenzt. Die Gemeinde besteht aus 20 weiteren Ortschaften und Weilern. Sie gehörte als eine der 13 Städte der Coutos de Alcobaça zu dem weltlichen Herrschaftsgebiet der Abtei von Alcobaça, das 1153 der erste König Portugals, Afonso Henriques (1109–1185), dem  Abt des französischen Zisterzienserklosters Clairvaux, Bernhard von Clairvaux geschenkt hatte, ein etwa 500 km² großes zwischen dem Atlantik und dem Gebirge Serra dos Candeeiros gelegenes Gebiet. Zu Santa Catarina gehörte bis zur Auflösung der Abtei im Jahre 1834  auch die Nachbargemeinde Carvalhal Benfeito mit einer Fläche von 14,08 km², so dass die frühere Stadt 34,02 km² groß war.  1801 hatte die Stadt noch 1210 Einwohner. Der Name der Stadt geht auf   Catarina von Alexandria zurück, die Ende des 3. oder Anfang des 4. Jahrhunderts unter Kaiser Maximianus den Märtyrertod erlitten haben soll. 

## Frühzeit
Es gibt Zeichen für eine frühe Besiedlung bereits in der Eisenzeit. Oberhalb der Gemeinde befinden sich auf einem Berg in 230 m Höhe noch die Reste früher keltischer Wehranlagen, wie auf dem Gemeindegebiet auch andere Spuren keltischer Besiedlung gefunden wurden. Die Wehranlagen wurden bereits bei den um 590 v. Chr. geführten keltischen Kriegen auf der Iberischen Halbinsel benutzt. Infolge des zwischen 155 und 138 v. Chr. geführten Lusitanischen Krieges (der auch als Spanischer Krieg bezeichnet wird), in dem sich die ibero-keltische Bevölkerung dieses Teils der Iberischen Halbinsel, die Lusitanen, gegen die römische Herrschaft zur Wehr setzte, wurden die  Wehranlagen von den Römern zwischen 138 und 136 v. Chr. zerstört. Aus der Zeit der maurischen Besetzung (711 bis ca. 1143) finden sich keine Spuren.

## Neue Besiedlung durch die Abtei von Alcobaça
Es wird vermutet, dass Santa Catarina den Namen im Zusammenhang mit der Neubesiedlung durch die Mönche der Abtei von Alcobaça erhielt.  Katharina von Alexandrien war gerade im Mittelalter eine sehr beliebte Heilige. Die Mönche hatten, nachdem sie das ihnen 1153 vom portugiesischen König geschenkte Gebiet übernommen hatten begonnen, die durch die im Rahmen der Reconquista stark in Mitleidenschaft gezogene Region landwirtschaftlich zu rekultivieren. Sie besaßen in der Region von Santa Catarina bereits zwei Meierhöfe. Mit einem Besiedlungsbrief (Carta de Povoamente) vom  4. Februar 1307 erlaubten sie insgesamt 31 Siedlern mit ihren Familien, sich auf dem Gebiet zwischen den Meierhöfen niederzulassen und die Flächen für die Abtei zu bewirtschaften. Gemäß diesem Brief wurden den Siedlern nach einer Dauer von sechs Jahren die Flächen zur eigenen Bewirtschaftung überlassen, die Siedler blieben aber der Abtei tributpflichtig. Sie hatten die Grenzen der klösterlichen Meirhöfe zu respektieren, wie ihnen auch alle Weinanbaugebiete verschlossen blieben. Schon 1333 erhielt Santa Catarina durch die Abtei den Freibrief, der Grundlage für die städtische Entwicklung wurde. Im 14. und 15. Jahrhundert nahm die Stadt wegen ihrer günstigen Lage an einer Straße, die nach  Santarém führte, als eines  der Zentren der  Abtei für deren landwirtschaftlichen Produktion und Verwertung ihren Aufschwung.

## Bauliche Entwicklung der Stadt

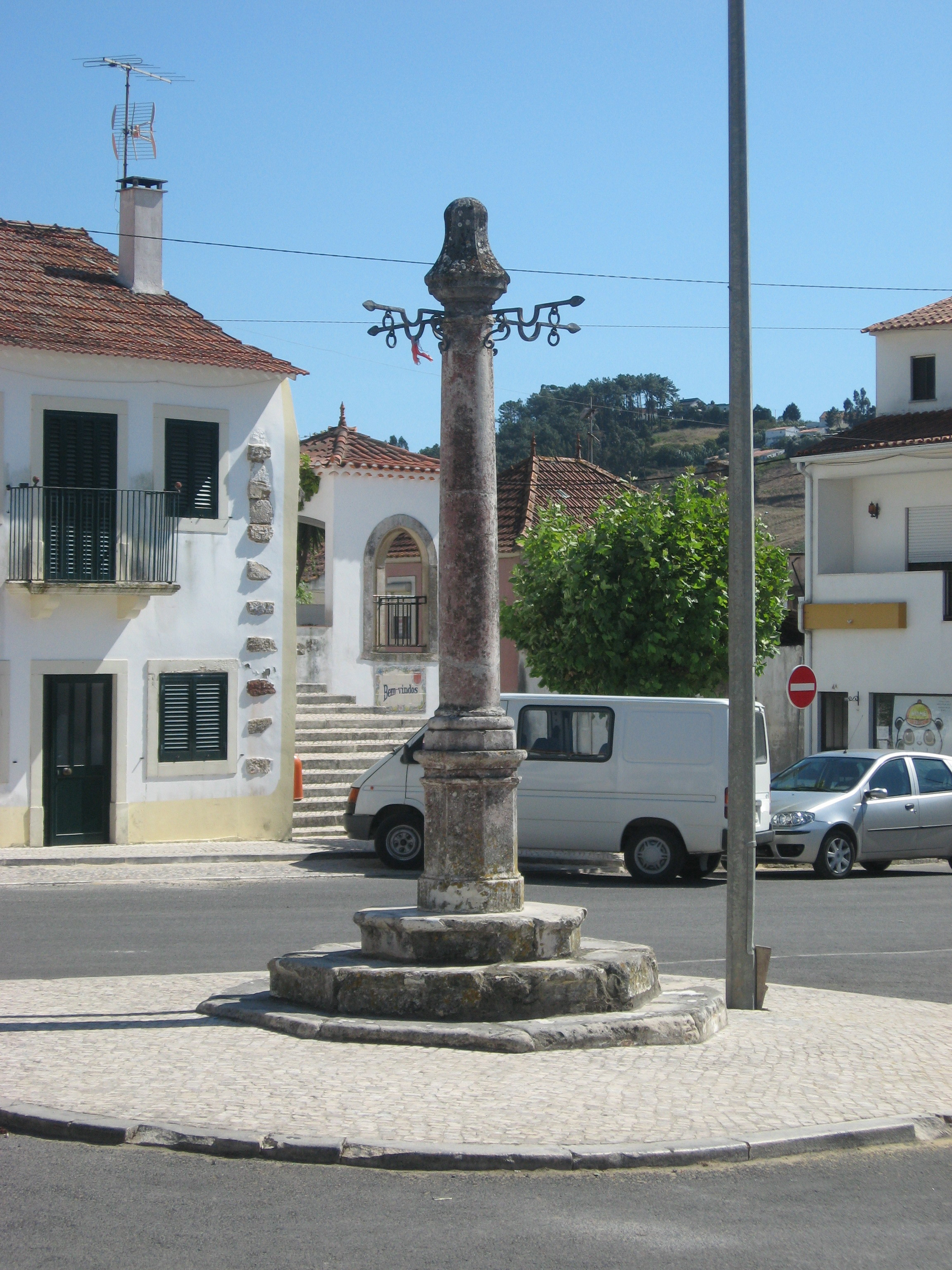
Schandpfahl von 1518

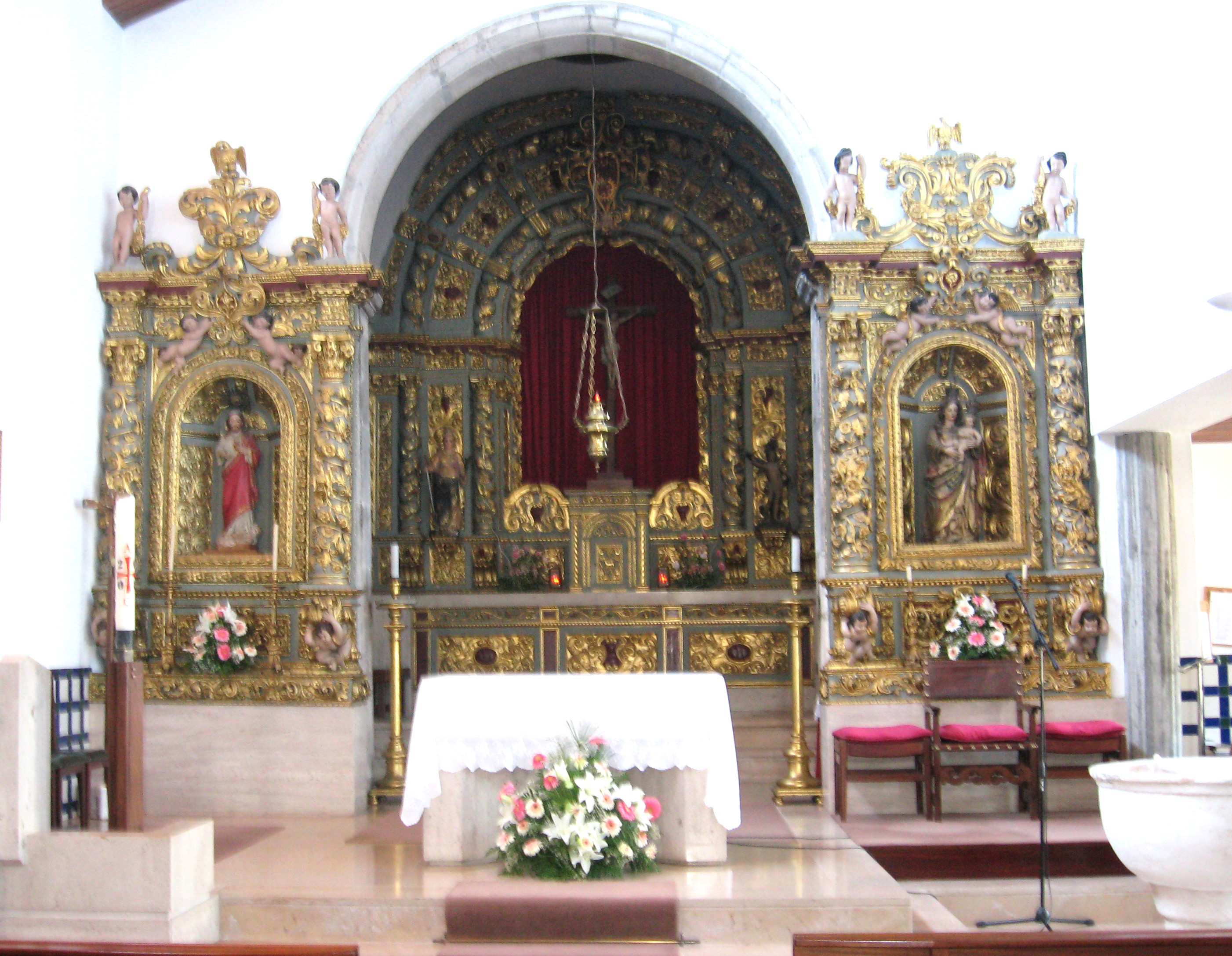
Altar in der Kirche Santa Catarina

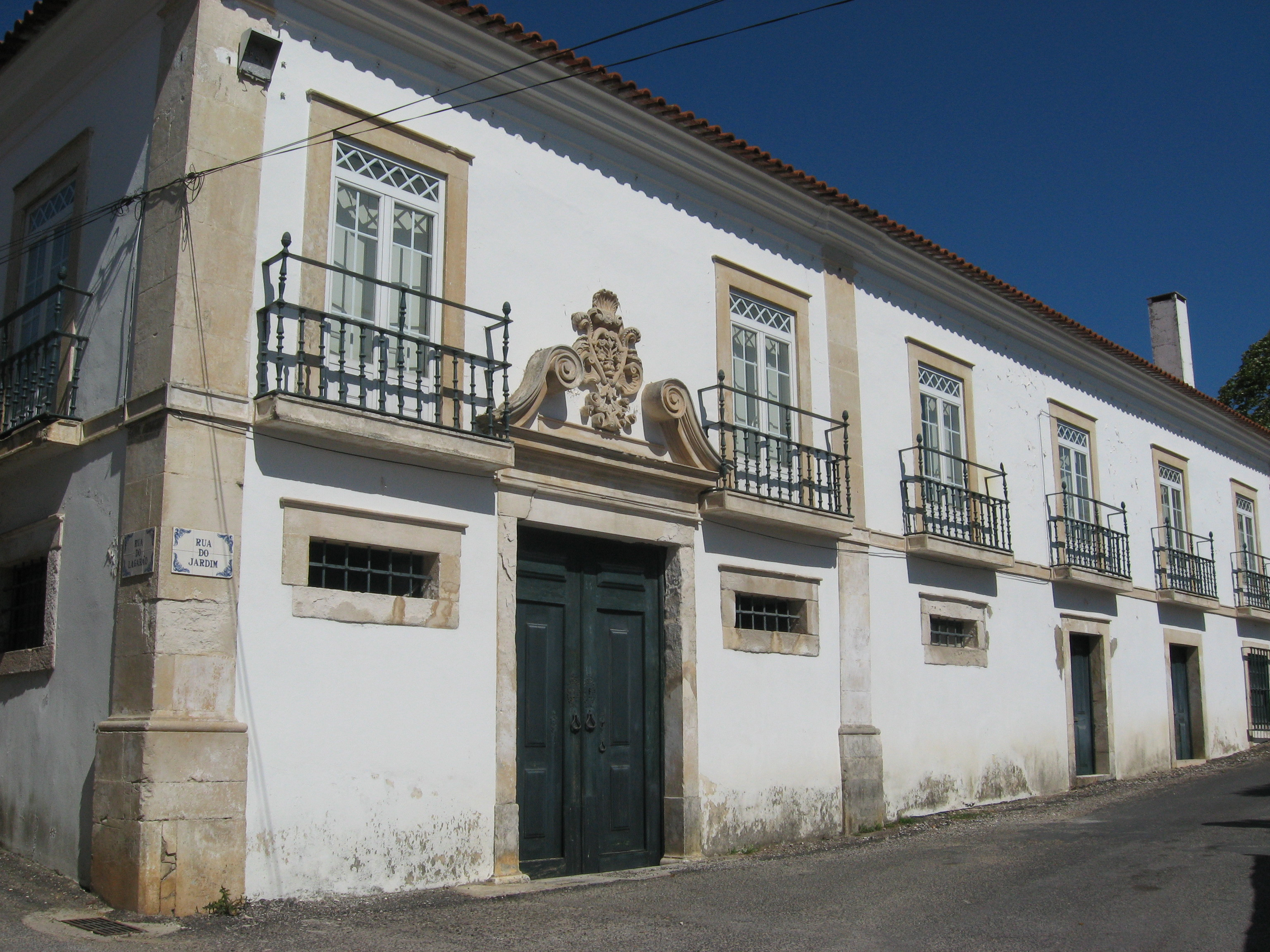
Casa Nobre, 16. Jahrhundert

Im Rahmen der allgemeinen Stadtreform, die König Manuel I.  (1469–1521) durchführte,  erhielt 1518 auch Santa Catarina ein neues Stadtstatut, das ihr  Selbstverwaltung und eine niedere Gerichtsbarkeit zustand. Die Tributpflicht gegenüber der Abtei und deren allgemeine Jurisdiktion blieben aber unberührt. Zu deren Zeichen wurde wie in allen Städten der Coutos de Alcobaça ein noch heute erhaltener Schandpfahl, der Pelourinho (portugiesisch für Arme-Sünder-Säule)  aufgestellt. Der Schandpfahl wurde im 17. oder 18. Jahrhundert überarbeitet. Er steht vor der Kirche der  Stadtpatronin Santa Catarina. Die Kirche geht auf einen Bau aus dem 16. Jahrhundert zurück, vermutlich stand dort zuvor eine Kirche oder Kapelle aus der Anfangszeit der klösterlichen Herrschaft. Die Kirche wurde mehrmals, so auch wahrscheinlich bei dem  Erdbeben von 1755 (das unter dem Namen Erdbeben von Lissabon in die Geschichte einging) zerstört und enthält heute nur noch Bauteile aus früherer Zeit, wie den Turm und wie die aus dem 17./18. Jahrhundert stammende große Altaranlage, deren  aufwendige Goldarbeiten Zeugnis für den früheren Reichtums der Stadt abgeben. Von den Stadtgebäuden des 16. Jahrhunderts ist mit dem Casa Nobre noch eines erhalten. Über dessen Eingang prangt ein großes Wappen, an einer Ecke ist noch eine Sonnenuhr aus dieser Zeit vorhanden. Es wird berichtet, dass die Stadt Santa Catarina der Abtei zwei  Kompanien  an  Soldaten und Ordnungskräften mit je 300 Mann Stärke zur Verfügung gestellt habe.

## Neuzeit und Gegenwart
Mit der 1834 staatlich verfügten Schließung der Klöster in Portugal wurde auch die Herrschaft der Abtei in den Coutos beendet. Von Santa Catarina trennte sich der Gemeindeteil Carvalhal Benfeito und schloss sich dem Kreis Caldas da Rainha an. Santa Catarina verlor die Stadtrechte und wurde dem Kreis Alcobaça angegliedert, kam schließlich 1898 aber zum Kreis Caldas da Rainha. Im Jahre 1991 erhielt sie wieder die Stadtrechte als Vila. Santa Catarina hatte nie den kleinstädtischen Charakter verloren und beherbergt heute eine rege Wirtschaft aus Handel und Produktion u. a. von Haushaltswaren (vor allem Messer), Einrichtungsgegenständen und Steinwerken, neben der Landwirtschaft, dem Wein- und Obstanbau sowie der Viehzucht.